# سمورچه کاج زرد
سمورچه کاج زرد (نام علمی: Tamias amoenus) نام یک گونه از سرده سمورچه است.